# Antoinette van Belle
Antoinette van Belle (Londen, 21 september 1964) is een Nederlands-Engelse actrice.
Antoinette van Belle werd geboren in Londen als dochter van een Nederlandse vader en een Engelse moeder. In Glasgow studeerde zij aan de Royal Scottish Academy of Music and Drama. Na haar studie werkte zij mee aan een aantal theater-, televisie- en filmproducties in Engeland.
In Nederland speelde zij een gastrol in de dramaserie Medisch Centrum West. Het bekendst is Van Belle wellicht om haar optreden in Goede tijden, slechte tijden als Stephanie Stenders-Kreeft (1990,1991-1992,1993-1994). In 1992 was zij te zien in de Britse serie Love Hurts en in de Brits-Nederlandse televisieserie Foreign Affairs. Vervolgens was zij enige tijd te zien in de Nederlandse serie Goudkust als Isabel de Hondt. Ze vertrok vervolgens naar Italië, Spanje en Costa Rica en geeft nu lessen yoga, shiatsu en meditatie.